# Emilia-Romania
Emilia-Romania (wł. Emilia-Romagna) – region administracyjny w północnych Włoszech, w skład którego wchodzą dwie krainy historyczne: Emilia i Romania (stąd jego nazwa). Położony w Apeninach Północnych i nad Morzem Adriatyckim. Od północy graniczy z Lombardią i Wenecją Euganejską, na zachodzie z Ligurią i Piemontem, a na południu z Toskanią, Marche i San Marino. Stolicą regionu jest Bolonia.

## Podział administracyjny
Region Emilia-Romania jest podzielony na 9 prowincji, jako jednostek administracyjnych niższego szczebla:
- prowincję Bolonia
- prowincję Ferrara
- prowincję Forlì-Cesena
- prowincję Modena
- prowincję Parma
- prowincję Piacenza
- prowincję Rawenna
- prowincję Reggio Emilia
- prowincję Rimini.

Jednak region ten posiada dwie eksklawy w strefie prowincji Piacenza (i gminy Corte Brugnatella o nazwach: Lama Superiore i Valle Inferiore, które są otoczone przez prowincję Pawia (Lombardia).

## Prezydenci regionu
- 1970–1976 – Guido Fanti (PCI)
- 1976–1977 – Sergio Cavina (PCI)
- 1978–1987 – Lanfranco Turci (PCI)
- 1987–1990 – Luciano Guerzoni (PCI)
- 1990–1993 – Enrico Boselli (PSI)
- 1993–1996 – Pier Luigi Bersani (PDS)
- 1996–1999 – Antonio La Forgia (PDS)
- 1999–2014 – Vasco Errani (DS/PD)[2]
- od 2014 – Stefano Bonaccini